# Cantón (China)
Cantón, también conocido por su nombre en chino mandarín Guangzhou (广州, Guǎngzhōuⓘ, en cantonés: Gwong²zau¹ⓘ) es una ciudad del sur de la República Popular China, capital de la provincia  de Cantón (Guangdong). Su población es de 3 152 825 habitantes en la zona urbana, alcanzando los 13 080 500 habitantes en toda el área metropolitana (2014). Actualmente es la conurbación más grande de la Tierra, con 46 900 000 habitantes, si se cuentan, junto a su área metropolitana, los suburbios de la zona del delta del río de las Perlas. Dispone de un aeropuerto internacional y se comunica con la vecina Hong Kong (a una distancia de 120 km) mediante trenes, autobuses y un servicio de ferry.
Cantón es la tercera ciudad más grande de China, detrás de Shanghái y Pekín. Tiene un estado administrativo subprovincial y es una de las seis ciudades centrales nacionales de China. Cantón es considerada como una ciudad global y en los últimos años ha aumentado rápidamente el número de residentes extranjeros y de inmigrantes ilegales procedentes de Oriente Medio, Europa del este y el Sudeste Asiático, así como de África. Esto ha llevado a que se conozca a la ciudad como la «Capital del Tercer Mundo».
La población migrante de otras provincias de China en Cantón era el 40 por ciento de la población total de la ciudad en 2008. La mayoría de ellos son migrantes rurales que hablan solo mandarín y han asumido muchos empleos que los ciudadanos locales no estaban dispuestos a hacer.
La ciudad cuenta con el Puerto de Cantón, que fue durante mucho tiempo el único puerto chino permitido para la mayoría de los comerciantes extranjeros. Cantón cayó en manos británicas y quedó abierta tras la primera guerra del Opio. Perdió importancia en el comercio frente a otros puertos nacionales como Hong Kong y Shanghái, pero siguió sirviendo como un entrepôt importante. 
En el comercio moderno, Cantón es más conocido por su Feria de Cantón, la feria más antigua, de más alto nivel, más grande y más completa en China. Durante tres años consecutivos (2013-2015), Forbes clasificó Cantón como la mejor ciudad comercial en la China continental. Otro de sus elementos más característicos es su gastronomía local, pues la cantonesa es una de las cocinas regionales más famosas y populares de China en todo el mundo.

## Toponimia
El nombre de la ciudad en chino simplificado es «广州», mientras que en chino tradicional es «廣州». La transcripción en pinyin de la pronunciación en mandarín es «Guǎngzhōu», mientras que la pronunciación local en cantonés es «Gwong2zau1», transcrito en jyutping. Con anterioridad a la adopción de las formas en pinyin para la toponimia en alfabeto latino de la República Popular China, la ciudad se conoció internacionalmente como «Kwangchow» (en el sistema postal antiguo) o «Canton», forma que fue adaptada al sistema gráfico del español como «Cantón», y que se deriva etimológicamente del nombre de la provincia, si bien fue utilizada por los europeos fundamentalmente para denominar a la ciudad. Actualmente pervive la forma tradicional, recomendada por el Diccionario panhispánico de dudas y por algunos manuales de estilo, mientras que las publicaciones en español de los organismos internacionales, como las Naciones Unidas o la Unión Europea, así como los medios en español de la República Popular China, utilizan la transcripción en pinyin  «Guangzhou». Sin embargo, algunos entes chinos siguen usando la forma tradicional Cantón. En español también se le ha conocido como Janfú, en contextos árabes.

## Historia

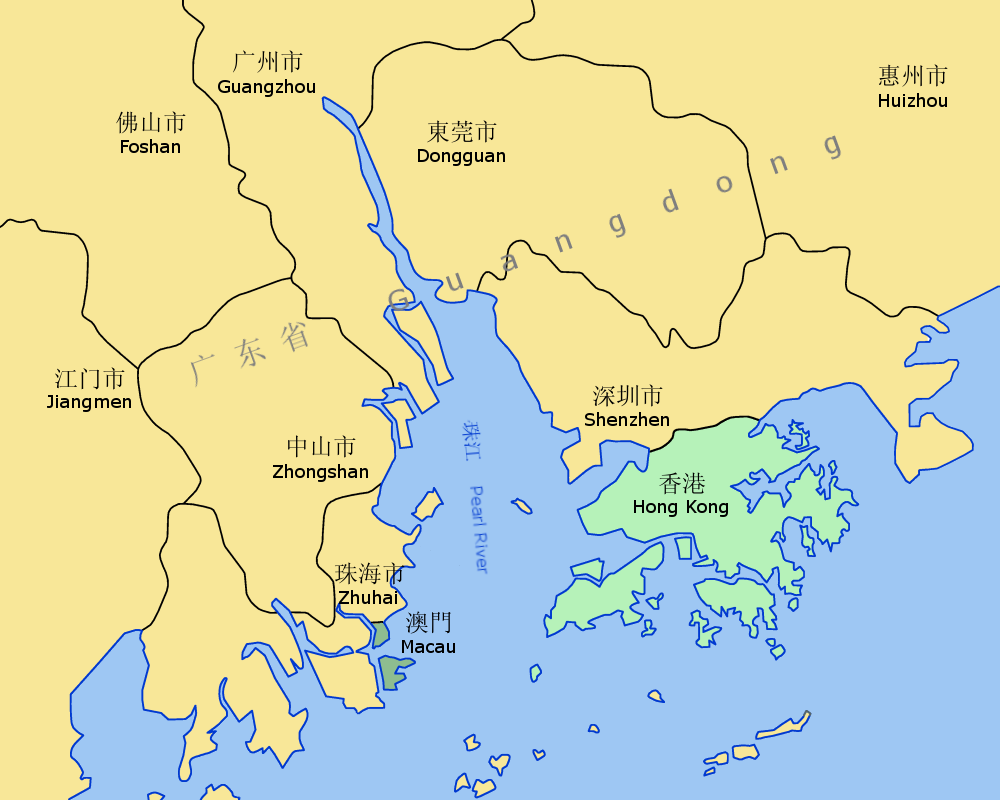
Mapa del delta del río Perla, con Cantón al norte.

Se cree que la primera ciudad que se levantó en el terreno actualmente ocupado por Cantón fue Panyu (蕃禺, simplificado más tarde a 番禺; Poon Yu en cantonés), fundada en el 214 a. C. El lugar siempre ha contado con una población que lo habitaba desde entonces. Panyu tendría un gran crecimiento cuando obtuvo el estatus de capital del reino de Nanyue (南越) en el 206 a. C.
Recientemente fueron hallados restos arqueológicos en su palacio que indican que la ciudad pudo haber tenido una gran actividad comercial marítima, algo que de ser cierto, supondría que el tráfico comercial internacional se ha mantenido desde entonces, habiendo sido permitido por las diferentes dinastías que han gobernado el lugar.
La dinastía Han incorporó Nanyue a sus territorios en el 111 a. C., convirtiendo a Panyu en la capital de la provincia, posición que sigue ocupando a día de hoy. En 226 d. C., la ciudad se convertiría en la base de la prefectura de Guang (廣州; Cantón), de manera que el nombre "Cantón" correspondería a la prefectura, y no a la ciudad. Pese a ello, terminaría por imponerse esta denominación sobre el original "Panyu", que caería en desuso, excepto para designar los alrededores de la ciudad. Igualmente, dejaría de ser utilizado incluso para ese fin al final de la era Qing.
Piratas árabes y persas saquearon la ciudad, la cual conocían con el nombre de Sin-Kalan, en el 758, de acuerdo con el informe que realizaron las autoridades locales el 30 de octubre del mismo año. Coincidía así con el día de Guisi (癸巳) del noveno mes lunar del primer año de la era Qianyuan (乾元) del emperador Suzong de la dinastía Tang.
Durante el mandato de la dinastía Song del Norte, un famoso poeta llamado Su Shi visitó el Templo Baozhuangyan y realizó una inscripción que decía "Liu Rong" (seis banianos), por seis árboles de tal especie que vio allí. Desde entonces, el lugar es conocido como el Templo de los Seis Banianos.
En 1511, los portugueses, que fueron los primeros europeos en llegar a la ciudad por la vía marítima, establecieron en su puerto un monopolio comercial para el tráfico de mercancías con otras naciones. Más tarde serían expulsados de sus asentamientos, pero se les permitiría el uso de Macao, que también había sido ocupada en 1511, y que sería designada en 1557 como la base para realizar operaciones comerciales con Cantón. El cuasi-monopolio sobre el comercio exterior de la región lo mantendrían los portugueses hasta comienzos del siglo XVII, momento en el que llegaron los holandeses.
Tras la incorporación de Taiwán en 1683, China se mostró interesada en fomentar el comercio exterior. Cantón se convirtió rápidamente en uno de los puertos más aptos para tal comercio, siendo así muy utilizado en el intercambio de mercancías con extranjeros. Portugueses partiendo de Macao, españoles desde Manila y armenios o musulmanes desde la India ya usaban activamente el puerto de Cantón cuando en 1690 comenzaron a llegar barcos de la Compañía británica de las Indias Orientales y de la Compañía francesa de las Indias Orientales.
Pronto las siguieron otras, como la Compañía de Ostende en 1717, la Compañía Holandesa de las Indias Orientales en 1729, la Compañía sueca de las Indias Orientales en 1732 o la Compañía danesa de las Indias Orientales en 1734. Cabe también destacar la llegada de los estadounidenses en 1784 y de los australianos en 1788.

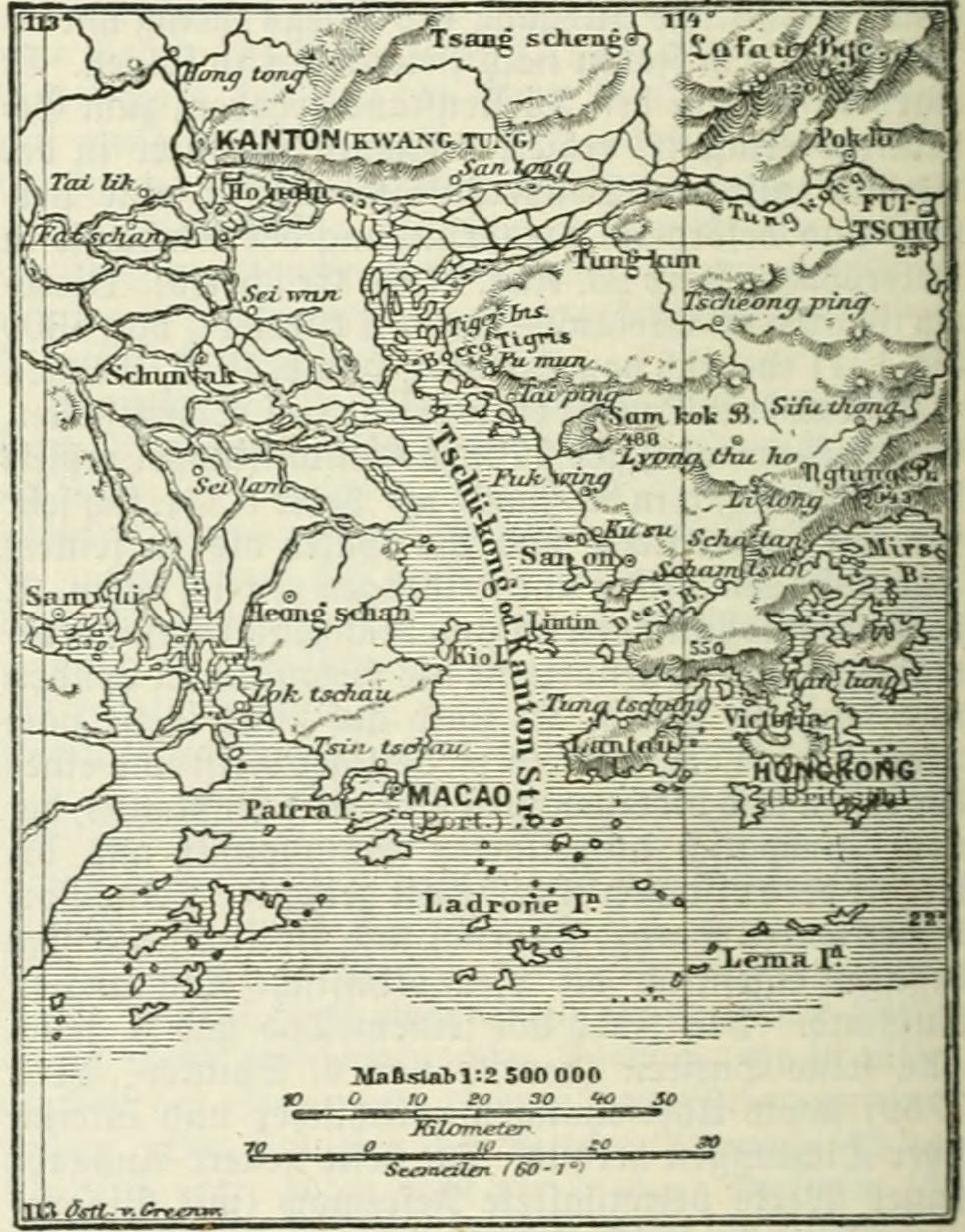
Mapa alemán de 1888 mostrando Hong Kong, Macao y Cantón

De esta manera, hacia mediados del siglo XVIII, Cantón se había convertido en uno de los mayores puertos comerciales del mundo, situación que se mantuvo hasta las guerras del Opio de 1839, que supusieron una apertura de otros puertos comerciales chinos en 1842. Durante el periodo previo, en el que Cantón disfrutaba de una situación privilegiada, la ciudad se había convertido en una de las tres mayores del mundo.
El tratado de Nankín de 1842, que ponía fin a la primera guerra del Opio entre el Reino Unido y China, designó a Cantón como uno de los cinco puertos comerciales chinos que quedarían abiertos al mercado exterior, junto con los de Fuzhou, Xiamen, Ningbo y Shanghái.
En 1918, "Cantón" sería el nombre que el consejo de gobierno de la ciudad estableció como oficial para designar a esta. Panyu pasaría a ser el nombre de la zona meridional de Cantón. En 1930, la ciudad adquiriría el estatus de "municipalidad", situación que sería revocada un año después. Más tarde, en 1953 volvería a suceder lo mismo, adquiriendo el estatus y perdiéndolo un año después.
Durante la segunda guerra sino-japonesa, en el marco de la Segunda Guerra Mundial, Cantón fue ocupada por el ejército del Imperio del Japón desde el 12 de octubre de 1938 hasta el 16 de septiembre de 1945.

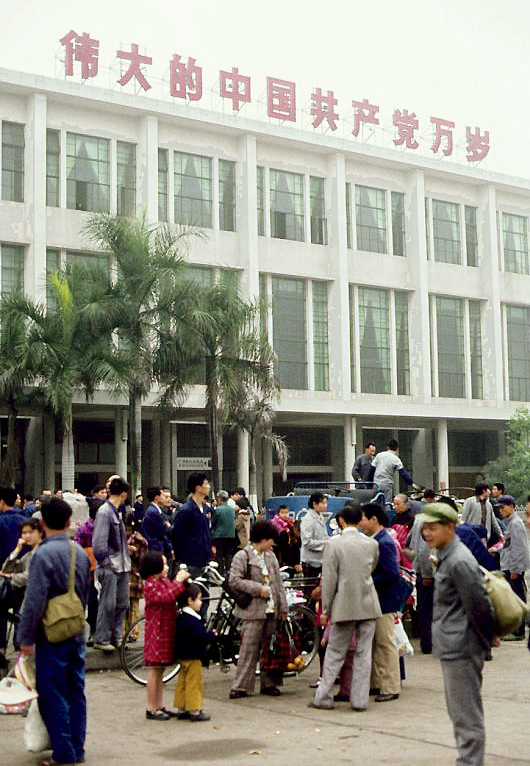
Personas en Cantón a finales de la década de 1970

El ejército comunista de la República Popular de China entraría en la ciudad el 14 de octubre de 1949. Bajo su gobierno, se iniciarían una serie de proyectos para la renovación de la ciudad, que vería cómo mejoró el nivel de vida de muchos de sus residentes, construyéndose nuevas casas en las orillas del río de las Perlas para los inmigrantes pobres.[cita requerida]
Las reformas emprendidas por Deng Xiaoping, que alcanzó el poder a finales de los años 1970, trajeron un crecimiento económico acelerado, gracias en parte a la proximidad de la ciudad con Hong Kong, así como al acceso al río de las Perlas, sobre cuyo delta se asienta Cantón.
El incremento del coste de la mano de obra en Hong Kong haría que muchas empresas y manufacturas abrieran nuevas plantas de producción en las ciudades de la vecina región de Guangdong, entre ellas, Cantón. Siendo la mayor ciudad de una de las provincias más ricas de China, Cantón atrajo gran cantidad de emigrantes, que venían de las zonas rurales y agrícolas en busca de trabajo en las nuevas fábricas. Por otro lado, las beneficiosas reformas tributarias de los años 1990 fomentaron el rápido crecimiento de la urbe.
En 2000, Huadu y Panyu fueron absorbidas por Cantón, que las incorporó como distritos de su término municipal. Igualmente, Conghua y Zengcheng serían convertidas en condados de la ciudad.

## Administración
Cantón se divide en 10 distritos y 2 municipios:
|                            | Subdivisión |           | Población | Superficie |           | Subdivisión |         | Población | Superficie |
|                            |             | de 2006   | km²       |            |           |             | de 2006 | km²       |            |
| Área principal de Cantón   |             |           |           |            |           |             |         |           |            |
| ■ Yuexiu                   | 越秀区      | 1 151 481 | 32,82     |            | ■ Liwan   | 荔湾区      | 705 262 | 62,40     |            |
| ■ Haizhu                   | 海珠区      | 90 512    | 90,4      |            | ■ Tianhe  | 天河区      | 645 453 | 141       |            |
| Áreas Suburbanas y Rurales |             |           |           |            |           |             |         |           |            |
| ■ Baiyun                   | 白云区      | 767 688   | 825       |            | ■ Huangpu | 黄埔区      | 193 641 | 122       |            |
| ■ Huadu                    | 花都区      | 636 706   | 961       |            | ■ Panyu   | 番禺区      | 947 607 | 661,88    |            |
| ■ Nansha                   | 南沙区      | 147 579   | 544,12    |            | ■ Luogang | 萝岗区      | 167 360 | 389,06    |            |
| ■ Zengcheng                | 增城市      | 810 554   | 1741,4    |            | ■ Conghua | 从化市      | 543 377 | 1974,5    |            |

## Geografía
Situada sobre el río de las Perlas, es la ciudad más importante del sur de China. Su posición estratégica, muy cerca de Hong Kong, ha permitido que la ciudad se desarrolle con rapidez. Fue el principal punto de salida de los emigrantes chinos durante los siglos XIX y principios del XX.

## Clima
La ciudad está localizada justo al sur del trópico de Cáncer, Cantón tiene un clima subtropical húmedo influenciado por el monzón del sudeste asiático y Oceanía. Los veranos son muy húmedos y calientes, mientras que los inviernos son suaves y secos. La temperatura media es de 23 °C, siendo enero el mes más frío con 11 °C y julio el más cálido con 29 °C. La lluvia anual en el área metropolitana está sobre los 1700 mm.
| Parámetros climáticos promedio de Cantón, China (1971-2000) | Parámetros climáticos promedio de Cantón, China (1971-2000) | Parámetros climáticos promedio de Cantón, China (1971-2000) | Parámetros climáticos promedio de Cantón, China (1971-2000) | Parámetros climáticos promedio de Cantón, China (1971-2000) | Parámetros climáticos promedio de Cantón, China (1971-2000) | Parámetros climáticos promedio de Cantón, China (1971-2000) | Parámetros climáticos promedio de Cantón, China (1971-2000) | Parámetros climáticos promedio de Cantón, China (1971-2000) | Parámetros climáticos promedio de Cantón, China (1971-2000) | Parámetros climáticos promedio de Cantón, China (1971-2000) | Parámetros climáticos promedio de Cantón, China (1971-2000) | Parámetros climáticos promedio de Cantón, China (1971-2000) | Parámetros climáticos promedio de Cantón, China (1971-2000) |
| Mes                                                         | Ene.                                                        | Feb.                                                        | Mar.                                                        | Abr.                                                        | May.                                                        | Jun.                                                        | Jul.                                                        | Ago.                                                        | Sep.                                                        | Oct.                                                        | Nov.                                                        | Dic.                                                        | Anual                                                       |
| ----------------------------------------------------------- | ----------------------------------------------------------- | ----------------------------------------------------------- | ----------------------------------------------------------- | ----------------------------------------------------------- | ----------------------------------------------------------- | ----------------------------------------------------------- | ----------------------------------------------------------- | ----------------------------------------------------------- | ----------------------------------------------------------- | ----------------------------------------------------------- | ----------------------------------------------------------- | ----------------------------------------------------------- | ----------------------------------------------------------- |
| Temp. máx. abs. (°C)                                        | 27.2                                                        | 29.7                                                        | 32.1                                                        | 32.4                                                        | 36.2                                                        | 36.6                                                        | 39.1                                                        | 38.0                                                        | 37.6                                                        | 34.8                                                        | 32.5                                                        | 29.6                                                        | 39.1                                                        |
| Temp. máx. media (°C)                                       | 18.3                                                        | 18.5                                                        | 21.6                                                        | 25.7                                                        | 29.3                                                        | 31.5                                                        | 32.8                                                        | 32.7                                                        | 31.5                                                        | 28.8                                                        | 24.5                                                        | 20.6                                                        | 26.3                                                        |
| Temp. media (°C)                                            | 13.9                                                        | 15.2                                                        | 18.1                                                        | 22.4                                                        | 25.8                                                        | 27.8                                                        | 28.9                                                        | 28.8                                                        | 27.5                                                        | 24.7                                                        | 20.1                                                        | 15.5                                                        | 22.4                                                        |
| Temp. mín. media (°C)                                       | 10.3                                                        | 11.7                                                        | 15.2                                                        | 19.5                                                        | 22.7                                                        | 24.8                                                        | 25.5                                                        | 25.4                                                        | 24.0                                                        | 20.8                                                        | 15.9                                                        | 11.5                                                        | 18.9                                                        |
| Temp. mín. abs. (°C)                                        | 0.1                                                         | 1.3                                                         | 3.2                                                         | 7.7                                                         | 14.6                                                        | 18.8                                                        | 21.6                                                        | 20.9                                                        | 15.5                                                        | 9.5                                                         | 4.9                                                         | 0.0                                                         | 0.0                                                         |
| Lluvias (mm)                                                | 40.9                                                        | 69.4                                                        | 84.7                                                        | 201.2                                                       | 283.7                                                       | 276.2                                                       | 232.5                                                       | 227.0                                                       | 166.2                                                       | 87.3                                                        | 35.4                                                        | 31.6                                                        | 1736.1                                                      |
| Días de lluvias (≥ 1 mm)                                    | 7.5                                                         | 11.2                                                        | 15.0                                                        | 16.3                                                        | 18.3                                                        | 18.2                                                        | 15.9                                                        | 16.8                                                        | 12.5                                                        | 7.1                                                         | 5.5                                                         | 4.9                                                         | 149.2                                                       |
| Horas de sol                                                | 118.5                                                       | 71.6                                                        | 62.4                                                        | 65.1                                                        | 104.0                                                       | 140.2                                                       | 202.0                                                       | 173.5                                                       | 170.2                                                       | 181.8                                                       | 172.7                                                       | 166.0                                                       | 1628.0                                                      |
| Humedad relativa (%)                                        | 72                                                          | 77                                                          | 82                                                          | 84                                                          | 84                                                          | 84                                                          | 82                                                          | 82                                                          | 78                                                          | 72                                                          | 66                                                          | 66                                                          | 77.5                                                        |
| Fuente: 中国气象局 国家气象信息中心 17 de marzo de 2009     |                                                             |                                                             |                                                             |                                                             |                                                             |                                                             |                                                             |                                                             |                                                             |                                                             |                                                             |                                                             |                                                             |

## Religión
Benjamin Hobson (1816-1873), un médico misionero enviado por la Sociedad Misionera de Londres en 1839, creó la clínica Wai Ai (惠 爱 医 馆).
La mezquita Huaisheng es una de las más antiguas de China. El budismo se ha mantenido la religión más influyente en la vida de la gente de Cantón.
Cantón cuenta con una comunidad judía, la Asociación Budista de Cantón y la asociación taoísta de Cantón.

## Economía
Cantón es uno de los centros de economía del delta del río Perla. En 2009, el PIB alcanzó los 911 280 000 000 ¥ (133 mil millones USD), 89 498 ¥ per cápita (13 111 USD).
La Feria China de Importación y Exportación, también llamada «Feria de Cantón», se celebra cada año en abril y octubre por el Ministerio de Comercio. Inaugurado en la primavera de 1957, la Feria es un acontecimiento importante para la ciudad.

### Zonas industriales
- Zona de desarrollo tecnológica y económica de Cantón (广州经济技术开发区): es una zona franca establecida en 1984.
- Zona Procesadora de Exportación Cantón Nansha: La zona fue fundada en 2005, incluye ensamble de autos e industria pesada.[24]
- Zona de libre comercio Cantón: La zona fue fundada en 1992, las principales industrias incluyen el comercio y software informático.

### Ciudad de la ciencia
La ciudad de la ciencia de Cantón (广州科学城) es un parque tecnológico del Estado del arte impulsado por el gobierno de la ciudad para hacerla un centro turístico científico.

### Transporte
La ciudad se conecta entre sí y con sus vecinas por medio de todos los medios de transporte:
Aire: el Aeropuerto Internacional Baiyun en 2011 fue el segundo aeropuerto con más tráfico en el país y el 19.º en todo el mundo, moviendo 45 millones de personas.
Agua: la ciudad transporta mercancías y personas por el río Perla, mediante el puerto de Cantón.
Tierra: el Metro de Cantón (广州地铁) es el sistema de transporte ferroviario metropolitano, en la ciudad china de Cantón. Es administrado por la empresa estatal Corporación de Metro de Cantón y fue el cuarto sistema de metro que se construyó en la China continental, después de los de Pekín, Tianjín y Shanghái. La ciudad cuenta con cuatro estaciones importantes de ferrocarril: la Estación de Cantón, Cantón Este, Cantón Sur y Cantón Norte.

## Medios de comunicación
La ciudad tiene dos estaciones de radio locales: Radio Guangdong (广东电台) que cuenta con nueve emisoras y circula dos periódicos, entre otros. Fue fundada el 18 de octubre de 1949 como Radio Canton, y renombrada a la actual el 16 de febrero de 1950. Fue la primera estación de radio por Internet que inició el 15 de diciembre de 1996.
Radio Cantón posee tres emisoras que emiten en cantonés y mandarín.
Cantón cuenta con algunos de los mejores periódicos en chino y revistas en China continental, la mayoría de los cuales son publicados por tres grandes compañías de periódicos de la ciudad. Grupo de prensa de Guangzhou Daily (广州日报) fundado el 1 de diciembre de 1952, La corporación de prensa Nanfang Daily (南方日报) fundado el 23 de octubre de 1949, el grupo de prensa Yangcheng (羊城晚报) fundado el 1 de octubre de 1957 con una circulación de 1'8 millones, ha sido el periódico más exitoso de China durante catorce años en términos de ingresos por publicidad, mientras que el sureño Metropolis Daily es considerado uno de los periódicos más liberales en la China continental.
Aparte del idioma chino cantonés, en esta región existen otras ediciones en más idiomas, por ejemplo en inglés.

## Deportes
Cantón ha sido sede de los siguientes eventos:
- Juegos Nacionales de la República Popular China de 1987 y 2001.
- Copa Mundial Femenina de Fútbol de 1991 (Estadio Tianhe).
- Campeonato del mundo de Tenis de Mesa de 2008.
- Juegos Asiáticos de 2010.[29]
- Copa Mundial de Baloncesto de 2019.

Además esta ciudad posee varios equipos deportivos como:
- Guangzhou Evergrande que juega en la máxima categoría del fútbol profesional del país, la Super Liga China.
- Guangzhou R&F F.C. también juega en la máxima categoría del fútbol profesional.
- Guangdong Sunray Cave F.C. juega en la liga China 1 (中国足球甲级联赛).
- Guangzhou Freemen que juega en la liga nacional de baloncesto.
- Guangzhou Six-rice juega en la liga nacional de baloncesto.
- Guangdong Evergrande que juega en la liga de Voleibol China.
- Leopardos de Guangdong que juega en la Liga de Béisbol China (campeón 2000).

## Cultura

### Gastronomía
La cocina cantonesa es la más reconocida mundialmente de las cocinas regionales de China. Actualmente posee numerosos premios Michelin.
Los cantoneses desde tiempos inmemoriales han mirado hacia el exterior. Ya en el siglo XIV, en la dinastía Ming, emigran hacia los países del sudeste de Asia, llevando consigo sus conocimientos culinarios. En 1842, muchos cantoneses emigran al Occidente en busca de una vida mejor. Australia, California y Perú fueron destinos frecuentes para quienes buscaban oro o trabajo. La cocina china se dio a conocer a través de los restaurantes que abrían los inmigrantes. Nace el "chop suey", un plato híbrido creado por los cantoneses residentes en Norteamérica en el siglo XIX. El plato mezcla carnes y verduras salteados en un wok. En Perú, el fenómeno de mestizaje culinario da como resultado la cocina chifa.
La cocina cantonesa utiliza más carne (cerdo, pollo y pato) que las de otras provincias. También disponen de cangrejos, pescados, gambas, calamares y ostras.

### Lenguas
De acuerdo con el periódico oficial Diario Popular, el chino cantonés es el idioma principal de la mitad de los 14 millones de habitantes de capital provincial, mientras que la otra mitad habla principalmente chino mandarín.
Otros idiomas como el chino hakka lo habla un número de habitantes bastante significativo. El 40% de la población es emigrante del resto del país y la mayoría solo hablan mandarín.[cita requerida]

## Lugares de interés
- Isla de Shamian: (Chino: 沙面岛, pinyin: Shāmiàn dǎo) fue concedida a Francia, Reino Unido y los Estados Unidos en el siglo XVIII y los edificios son de estilo occidental de la época colonial. El nombre significa "isla arenosa" y originalmente no era más que un banco de arena pero los colonos la agrandaron hasta su tamaño actual de 900 x 300 m. Hoy es un remanso de paz en el centro de la ruidosa y ajetreada ciudad de Guanzhou. En la isla están localizados la iglesia de Nuestra Señora de Lourdes, el hotel del Cisne Blanco (White Swan, moderno), Hotel Victoria (de la época colonial), y un albergue de juventud. (Localización: 23°06′36″N 113°14′20″E / 23.110, 113.239).

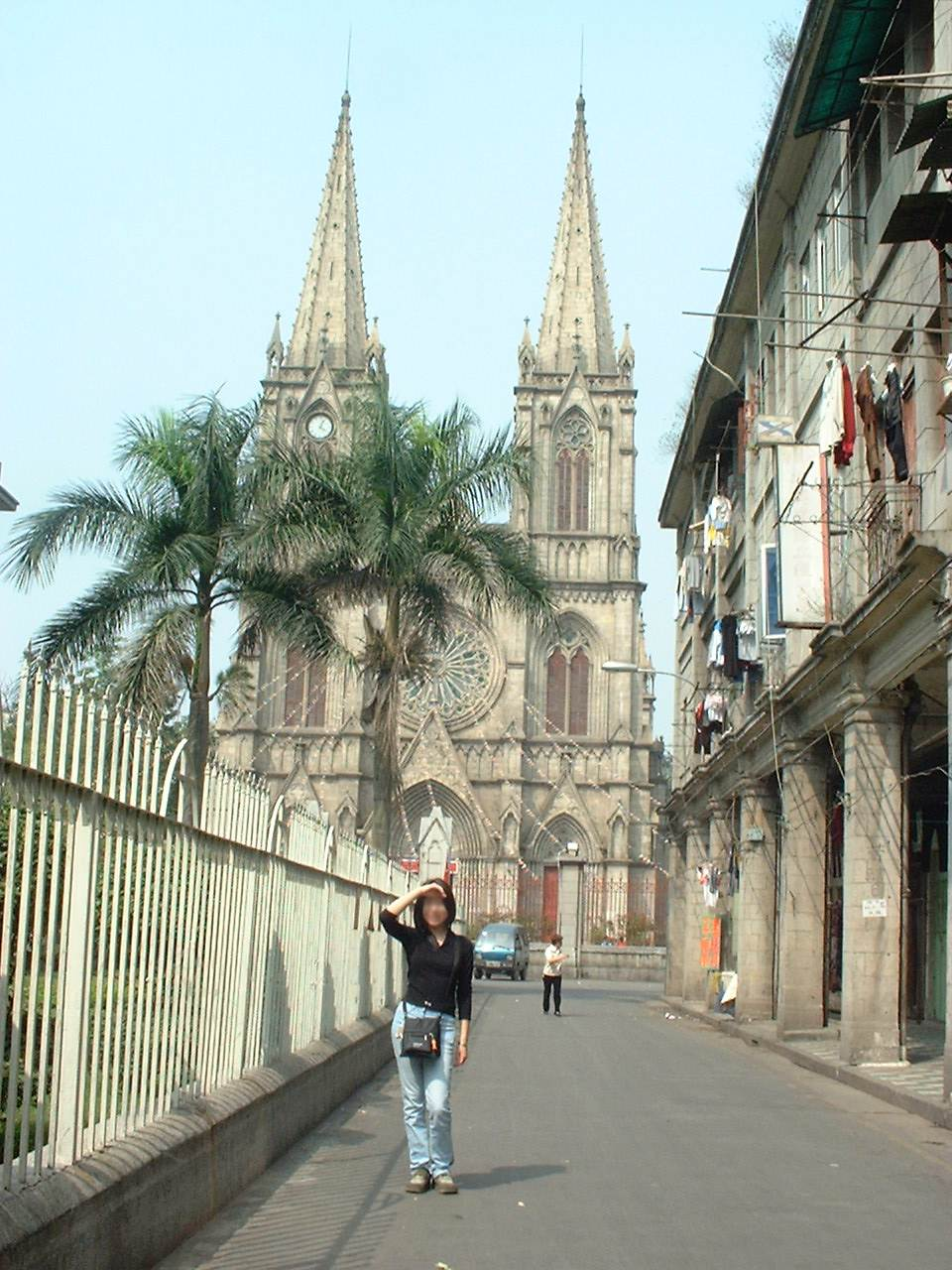
Iglesia del Sagrado Corazón

- Iglesia del Sagrado Corazón (Chino: 圣心大教堂, pinyin: Shengxin Da Jiaotang): se nombró Catedral de Shengxin (Sagrado Corazón) pero es conocida localmente como la "casa de piedra", (chino: 石室, pinyin: shi shi). Impresionante construcción enteramente de granito, diseñada por el arquitecto francés Guillemin en estilo gótico. La construcción comenzó en 1863 y concluyó en 1888. Las alturas de las torres gemelas es de 58 m y las cuatro campanas de bronce fueron fundidas en Francia. Tenía cristaleras también fabricadas en Francia pero fueron destruidas en los años del régimen de Mao Zedong durante los cuales la iglesia cayó en un deplorable estado. En 2006 se hicieron importantes trabajos de restauración. (Localización: 23°07′02″N 113°15′17″E / 23.1171, 113.2548).
- Museo Provincial de Cantón (en chino: 广东省博物馆): situado en lo que era la universidad de Zhongsan en la esquina de las calles Wenming y Yuexiu. Tiene dos edificios separados y distintos. Uno es el que albergaba la antigua universidad y que hoy es un memorial a Lu Xun, considerado como uno de los padres de la moderna literatura china. Este museo tiene notas explicativas en chino pero no en otros idiomas. El segundo edificio, más moderno, contiene varias secciones dedicadas a la historia y las artes de Guangdong; este museo tiene notas explicativas en chino y en inglés. Es de destacar la sección dedicada al antiguo arte de Chaozhou de la talla de madera donde se pueden ver muebles y biombos laboriosamente tallados. Otras secciones contienen exposiciones de cerámica, historia, caligrafía y pintura, etc. (Localización: 23°07′34″N 113°16′18″E / 23.12613, 113.27154).
- Museo de la Tumba Yue: (Chino: 南越王墓, pinyin: nán yuè wáng mù): también conocido como el museo de la Dinastía Han Occidental está situado en la tumba del emperador Wen, el segundo monarca del segundo reino Yue, año 100 antes de la era común. Reino Yue del Sur era el nombre del área alrededor de Cantón durante la dinastía Han. La tumba fue descubierta en 1983 y sobre ella se construyó este excelente museo donde se muestran objetos históricos. (Localización: 23°08′38″N 113°15′19″E / 23.1440, 113.2552).

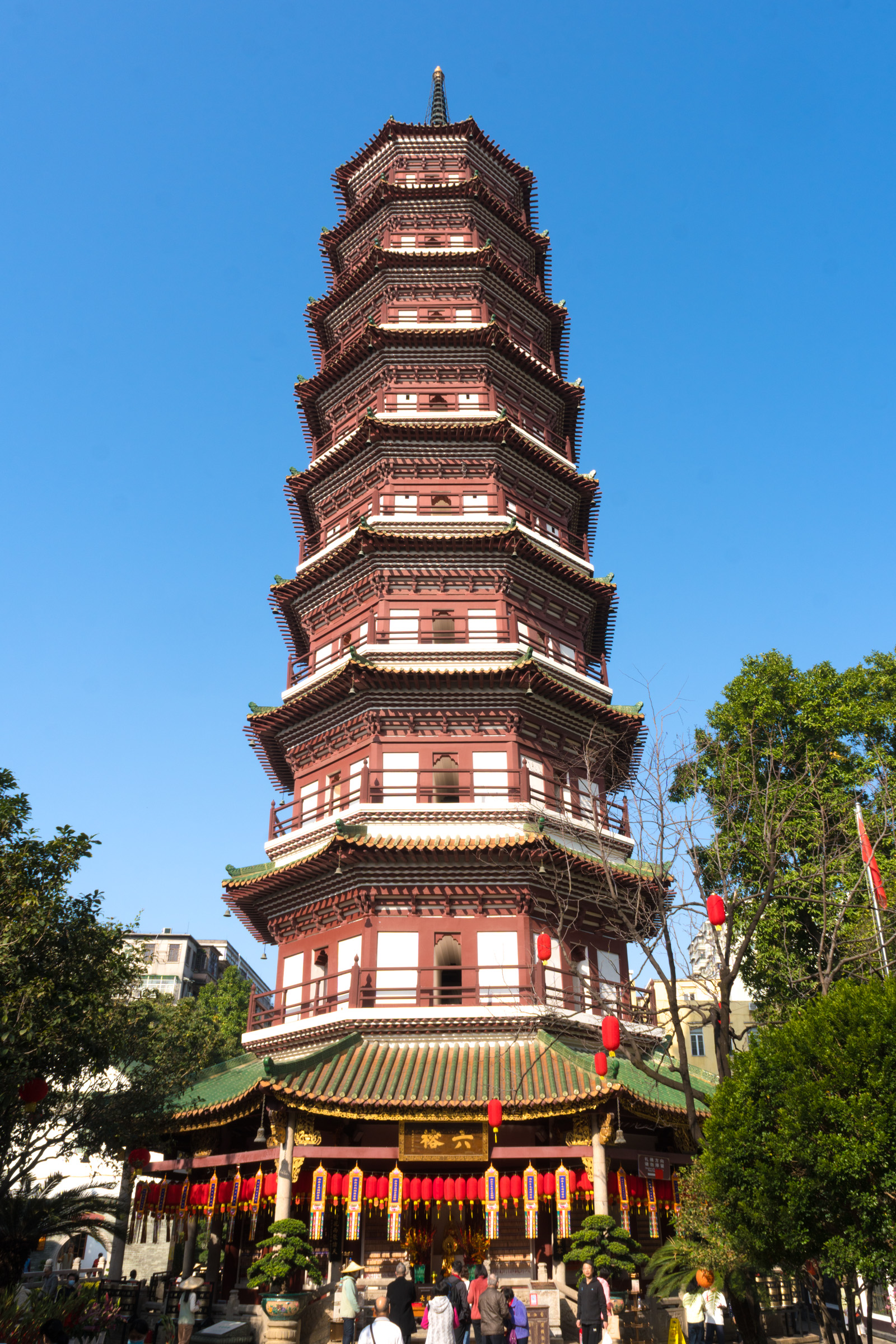
Pagoda de las Flores en Cantón.

- Templo de los seis banianos (Chino: 六榕寺, pinyin: liù róng hua ta): los seis árboles banianos, hechos famosos en un poema de Su Dongpo que los visitó en el año 1100, ya no existen. Construido en el año 537, este templo quedó completamente destruido en el siglo X por culpa de un incendio. Se reconstruyó entre el año 989 y el 990. Hoy es un templo budista activo, sede de la Asociación Budista de Cantón. En su interior se encuentra la Pagoda de las Flores que, con una altura de 55 metros es la más alta de la ciudad. Fue construida en 1097 y desde el exterior aparenta tener solamente nueve pisos aunque realmente tiene 17 en el interior. (Localización: 23°07′51″N 113°15′17″E / 23.13095, 113.25465).
- Guangxiao Si: el nombre significa "Templo de la Piedad Filial". Es un templo budista construido en el siglo IV y reconstruido en el siglo XVII.
- Templo de los Cinco Genios (Chino: 五仙观, pinyin: wu xian guan): este templo taoísta se supone construido en el lugar donde se aparecieron los cinco seres celestes del mito de la fundación de Cantón. Se dice que el gran hueco en la roca del patio es la huella del pie de uno de estos genios. La gran campana pesa cinco toneladas, tiene 3 m de altura y 2 m de diámetro, fue fundida durante la dinastía Ming y es, probablemente, la más grande de la provincia de Guangdong.
- Mezquita Huaisheng (Chino: 怀圣寺, pinyin: Huai Sheng Si Guangta): e dice que la primera mezquita fue construida en el año 627 por el primer misionero musulmán en China pero, en cualquier caso, parece que es el primer edificio islámico construido en China. La mezquita original fue destruida en un incendio en 1343.

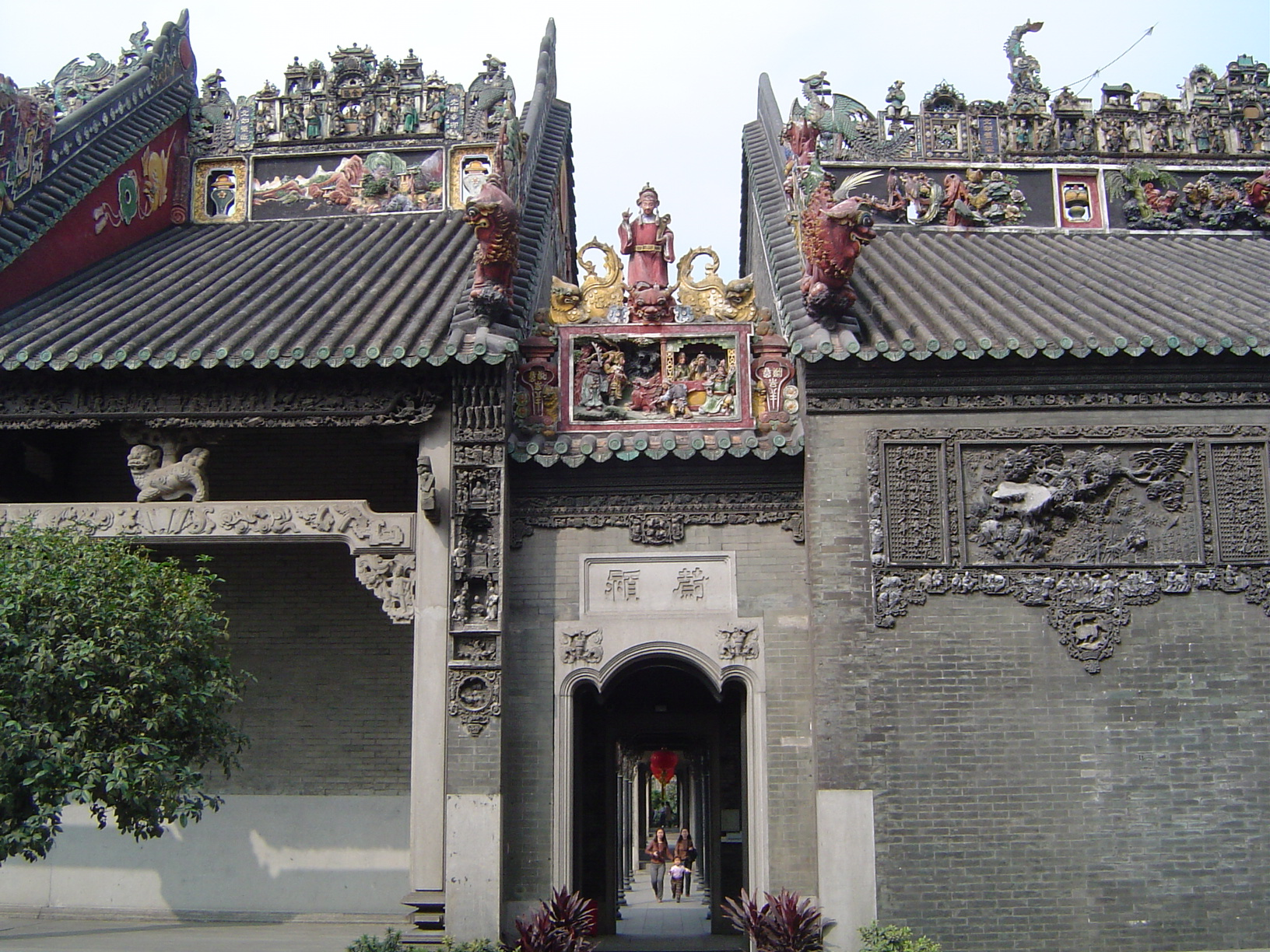
Casa de la familia Chen.

- Casa de la familia Chen (Chino: 陈家祠, pinyin: Chen Jia Ci):  conocido como "academia" o "templo" de la familia o clan Chen. Este complejo de edificios y jardines fue construido entre 1890 y 1894 con donaciones de las familias Chen de toda la provincia de Guangdong y del extranjero. (Chen es un apellido muy común en Guangdong.) Hoy alberga el Museo de Artes Populares de Cantón y puede verse una gama muy amplia de artes chinas como pintura, cerámica, papel recortado, talla, etc. Los edificios son de estilo tradicional con tejados de tejas esmaltadas, llenas de esculturas y colorido, como es tradicional en Cantón y, sobre todo, en la vecina Foshan.
(Localización: 23°07′45″N 113°14′24″E / 23.1293, 113.2400).
- Parque Cultural (Pinyin: Wenhua Gongyuan): Abierto en 1956 y situado al este de Shamian. Tiene exhibiciones de índole cultural de todo tipo incluyendo pintura, fotografía, teatro, danza, acuario, etc. (Localización: 23°06′43″N 113°14′46″E / 23.1120, 113.246)
- Parque Renmin: (Pinyin: Renmin Gongyuan) (Localización: 23°07′48″N 113°15′33″E / 23.13011, 113.25914).
- Parque Yuexiu (en chino: 越秀公园): con 93 hectáreas es el parque más grande de Cantón. En él podemos ver el monumento a Sun Yatsen (localización: 23°08′16″N 113°15′33″E / 23.13767, 113.25921) y la Escultura de las cinco cabras (localización: 23°08′40″N 113°15′24″E / 23.14439, 113.25678) erigida en 1959 para representar el símbolo de la ciudad de Guangzhou. Dice la leyanda que hace siglos cinco seres celestiales llegaron a Guangzhou volando sobre cinco cabras y vistiendo ropas de distintos colores. Traían en la mano espigas de arroz que entregaron a la gente de Guangzhou como auspicio celeste de que nunca sufrirían hambre. De ahí toma Guanzhou su segundo nombre de "la ciudad de las cabras". También en este parque está la torre Zhenhai también conocida como la Pagoda de Cinco Pisos que formaba parte de la antigua muralla de la ciudad. Debido a su posición estratégica fue ocupada por tropas Francesas y Británicas durante las guerras del opio y los 12 cañones situados junto a la torre datan de estas fechas.
- Parque Liuhua: (Pinyin: liuhua gongyuan) Situado un poco al oeste del anterior y también bastante grande. Tiene grandes lagos y jardines. (Localización: 23°08′20″N 113°14′44″E / 23.1389, 113.2456).
- Instituto del Movimiento Obrero : (Pinyin: nongming yundong jiangxi suo) fue construido en 1924 en el lugar de un templo antiguo y sirvió para preparación de cuadros en los primeros años del Partido Comunista Chino. Mao Zedong fue uno de sus directores. Hoy es un museo en el que se pueden ver algunas fotos antiguas, y poco más.
- Jardín Memorial a los Mártires : (Chino: 烈士灵园, Pinyin: lieshi lingyuan) Inaugurado en 1957 en el 30 aniversario de la sublevación comunista de 11 de diciembre de 1927 en la que las tropas del Kuomintang masacraron 5700 personas. Se trata de unos jardines con algunos monumentos. (Localización: 23°07′56″N 113°16′49″E / 23.13209, 113.28024)
- Mausoleo de los 72 Mártires (Pinyin: huanghua gang qishi'er lieshi mu): construido en 1918 en memoria de las víctimas de la fallida insurrección del 27 de abril de 1911 contra la dinastía Qing. (Localización: 23°08′34″N 113°17′23″E / 23.14288, 113.28964).
- Parque Haichuang (Pinyin: haichuang gongyuan): situado en el lado sur del río, fue el lugar de un gran monasterio budista, hoy reconvertido.
- Campus Universitario Nuevo: La Universidad de Sun Yatsen se llama así oficialmente ya que fue fundada por el Dr. Sun Yatsen en 1929. Se conoce también como Universidad de Zhongshan ya que su primer campus estaba situado en la avenida de Zhongshan en Guangzhou. (Ese campus original hoy es el Museo Provincial de Cantón.) Hoy la Universidad tiene cuatro campus de los cuales tres están en Guangzhou y el cuarto en Zhuhai. El más nuevo es el Campus del Este, establecido en 2004 en el área de nuevo desarrollo llamada Daxue Cheng (大学城, literalmente parque universitario) en Panyu. Es un extenso campus de unas 1700 hectáreas de extensión con edificios nuevos y parques y zonas ajardinadas bien cuidadas, todo alrededor de un gran lago central. Dada su extensión es conveniente alquilar una bicicleta para recorrerlo. El campus tiene dos paradas de metro en su extensión: Daxuechengbei y Daxuechengnan. (Localización: 23°03′12″N 113°23′20″E / 23.05327, 113.38892).
- Metro de Guangzhou: muy moderno y limpio. Aparte de servir como medio de transporte vale la pena visitarlo para conocerlo. Está en desarrollo continuo y todos los años se añaden nuevos tramos.
- Parque Baiyun (Chino: 白云公园, pinyin: Báiyun Gongyuan): el nombre significa "Montes de Nubes Blancas". Parque con más de 30 picos situado a las afueras de Guangzhou desde donde puede verse una vista panorámica de la ciudad. (Localización: 23°11′N 113°17′E / 23.19, 113.29).
- Foshan (Chino: 佛山, pinyin: Fóshān): a 20km de Guangzhou, tiene varios templos, pagodas y museos. (Localización: 23°02′27″N 113°06′27″E / 23.0407, 113.1075).
- Montaña del Loto: (Chino: 莲花山, pinyin: Lianhua Shan): situada a 36km de Guanzhou río abajo es una antigua cantera donde la explotación cesó hace siglos y la erosión natural ha retornado el lugar a un estado agreste. Hay varios templos y pagodas, incluyendo la Vieja Torre del Loto, construida en 1664 y visible desde el río. (Localización: 23°00′N 113°30′E / 23.0, 113.5).
- Xi Qiao: Parque natural escénico situado 45 km al SW de Guangzhou. (Localización: 22°55′41″N 112°58′26″E / 22.928, 112.974).
- Zhao Qing: parque natural rocoso con lagos situado a 100 km al oeste de Guangzhou. (Localización: 23°05′N 112°28′E / 23.08, 112.47).
- Torre de Televisión de Cantón (simplificado: 广州电视塔; tradicional: 廣州電視塔; pinyin: guǎngzhōudiànshìtǎ).

## Galería
|                             |
| Templo de los Seis Banianos |

|                              |
| Catedral del Sagrado Corazón |

|                    |
| Mezquita Huaisheng |

|                        |
| Tren de alta velocidad |

|                    |
| CTF Finance Centre |

|                                        |
| Guangzhou International Finance Center |

|                               |
| Torre de televisión de Cantón |

|                                              |
| Estadio Tianhe, con el CITIC Plaza al fondo. |

## Ciudades hermanas
Cantón tiene hermandad con las siguientes ciudades.
- Fukuoka, desde el 2 de mayo de 1979.
- Los Ángeles, desde el 8 de diciembre de 1981.
- Manila, desde el 5 de noviembre de 1982.
- Vancouver, desde el 27 de marzo de 1985.
- Sídney, desde el 12 de mayo de 1986.
- Bari, desde el 12 de noviembre de 1986.
- Lyon, desde el 19 de enero de 1988.
- Fráncfort del Meno, desde el 11 de abril de 1988.
- Arequipa, desde el 27 de octubre de 2004.
- Recife, desde el 22 de octubre de 2007.
- Buenos Aires, desde el 16 de abril de 2012.
- Valencia, desde el 8 de diciembre de 2012.

### Amistad
Cantón tiene acuerdos de amistad con las siguientes ciudades:
| País                   | Ciudad      | Región             | Fecha                  |
| ---------------------- | ----------- | ------------------ | ---------------------- |
| Brasil                 | Salvador    | Bahía              | 6 de abril de 1996     |
| Vietnam                | Ho Chi Minh | Ho Chi Minh        | 11 de abril de 1996    |
| Japón                  | Ōita        | Prefectura de Ōita | 9 de octubre de 1997   |
| Rusia                  | Jabárovsk   | Krai de Jabárovsk  | 15 de octubre de 1997  |
| Emiratos Árabes Unidos | Dubái       | Dubái              | 1 de junio de 2000     |
| Estados Unidos         | Guam        | Guam               | 28 de marzo de 2002    |
| Japón                  | Noboribetsu | Hokkaidō           | 19 de mayo de 2002     |
| Australia              | Melbourne   | Victoria           | 9 de abril de 2003     |
| Egipto                 | Alejandría  | Alexandría         | 17 de julio de 2003    |
| España                 | Barcelona   | Cataluña           | 23 de octubre de 2003  |
| Kirguistán             | Biskek      | Chuy               | 1 de diciembre de 2004 |
| Cuba                   | La Habana   | La Habana          | 15 de junio de 2005    |
| Alemania               | Düsseldorf  | Westphalia         | 25 de julio de 2006    |
| Perú                   | Lima Centro | Lima               | 28 de abril de 2009    |